# Leo George Hertlein
Leo George Hertlein (Condado de Pratt, Kansas, 1898 — 1972) foi um paleontólogo e um malacologista norte-americano.